# Tetratheca efoliata
Tetratheca efoliata är en tvåhjärtbladig växtart som beskrevs av F. Müll.. Tetratheca efoliata ingår i släktet Tetratheca och familjen Elaeocarpaceae. Inga underarter finns listade i Catalogue of Life.